# Rene Sauerschnig
Rene Sauerschnig (* 7. September 1981 in Mittersill) ist ein österreichischer Politiker der Freiheitlichen Partei Österreichs (FPÖ). Seit dem 14. Juni 2023 ist er Abgeordneter zum Salzburger Landtag.

## Leben

### Ausbildung und Beruf
Rene Sauerschnig wuchs in Uttendorf auf, wo er auch die Volks- und Hauptschule absolvierte. Danach besuchte er die Höhere Technische Bundeslehranstalt Saalfelden am Steinernen Meer in der Fachrichtung Maschinenbau, die er jedoch nicht abschloss. Stattdessen machte er eine Ausbildung zum Tischler und war mehrere Jahre in einem Holzbaubetrieb tätig. 2010 erfolgte eine berufliche Neuorientierung und Sauerschnig ist seitdem als Automobilverkäufer in einem regionalen Autohaus tätig, wobei er teils auch die Leitung mehrerer Außenstellen innehatte.

### Politik
Sauerschnig ist seit 2016 Ortsparteiobmann der FPÖ Neukirchen am Großvenediger und seitdem auch Mitglied der Gemeindevertretung seiner Heimatgemeinde. 2021 wurde er zum geschäftsführenden Bezirksparteiobmann der FPÖ Pinzgau bestellt, seit 2022 amtiert er als Bezirksparteiobmann.
Bei der Landtagswahl 2023 kandidierte er, nach Marlene Svazek, die in jedem Landtagswahlkreis auf Platz 1 gereiht war, als FPÖ-Spitzenkandidat im Landtagswahlkreis Zell am See. Am 14. Juni 2023 wurde er in der konstituierenden Sitzung der XVII. Gesetzgebungsperiode als Abgeordneter zum Salzburger Landtag angelobt.

### Privates
Sauerschnig ist verheiratet und Vater zweier Töchter. Er engagiert sich in seiner Freizeit in zahlreichen Vereinen, so war er etwa Obmann eines regionalen Fischereivereins und Hobbyfußballclubs, beide Vereine sind in der Zwischenzeit jedoch gelöscht. Weiters war er als Turnier-Schachspieler tätig.